# Shako
Pour les articles homonymes, voir Shako (homonymie).
Le shako, schako ou mirliton, est un couvre-chef militaire, en forme de cône tronqué avec une visière ; il était souvent en feutre et décoré d'une plume (nommée casoar), d'un pompon ou d'un galon.
Le shako, couvre-chef d’origine hongroise popularisé par les hussards du royaume de Hongrie au XVIIᵉ siècle, commence à se diffuser en Europe dès la fin du XVIIIᵉ siècle, notamment dans l’armée française sous le Consulat. En 1806, l’armée prussienne l’adopte officiellement pour ses officiers en remplacement du bicorne, contribuant à sa généralisation dans les armées régulières.

## Origine
Le shako faisait partie de l'uniforme des hussards hongrois au XVIIIe siècle. Le terme dérive du nom hongrois de ce couvre-chef, csákó (prononcé /ˈtʃaːkoː/), dont le sens est à l'origine « (chapeau) à bord écarté » et vient d'un mot hongrois dialectal, csákó, utilisé pour les cornes des animaux et signifiant « tourné vers le haut et l'extérieur ». Autres orthographes : chako, czako, schako et tschako.

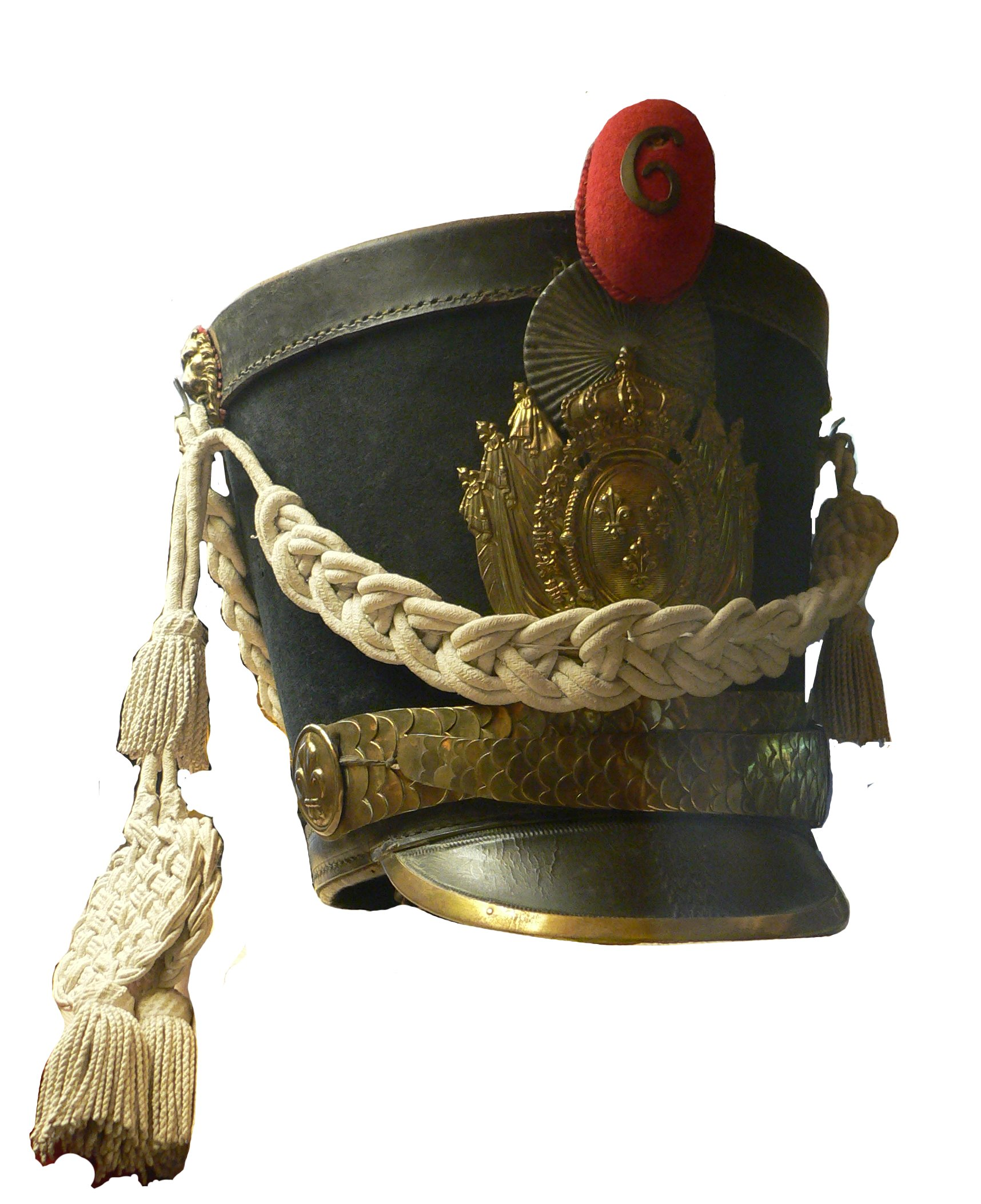
Shako de la Garde royale du roi de France (1815-1830) orné d'un cordon-raquette[3].
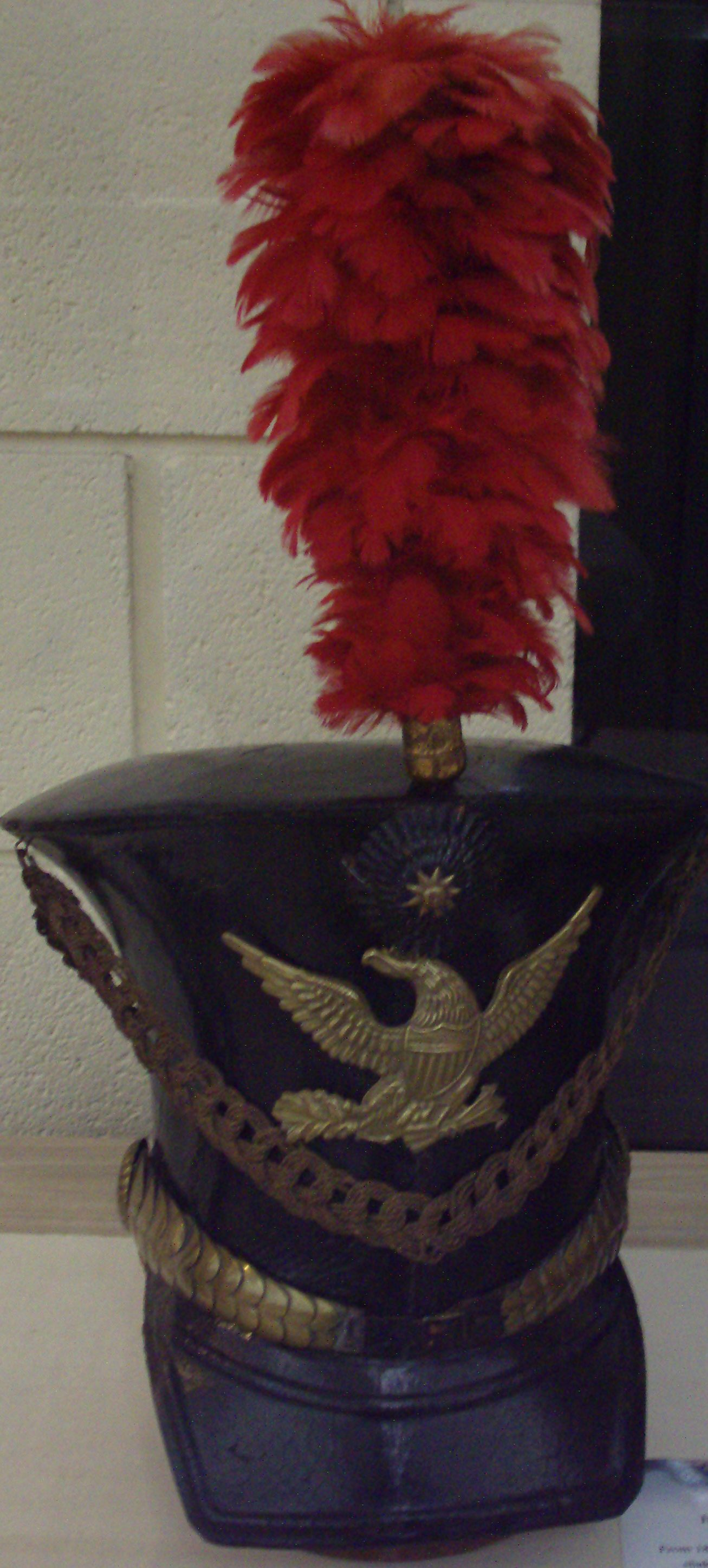
Shako d'officier d'infanterie de l'armée américaine vers 1830.
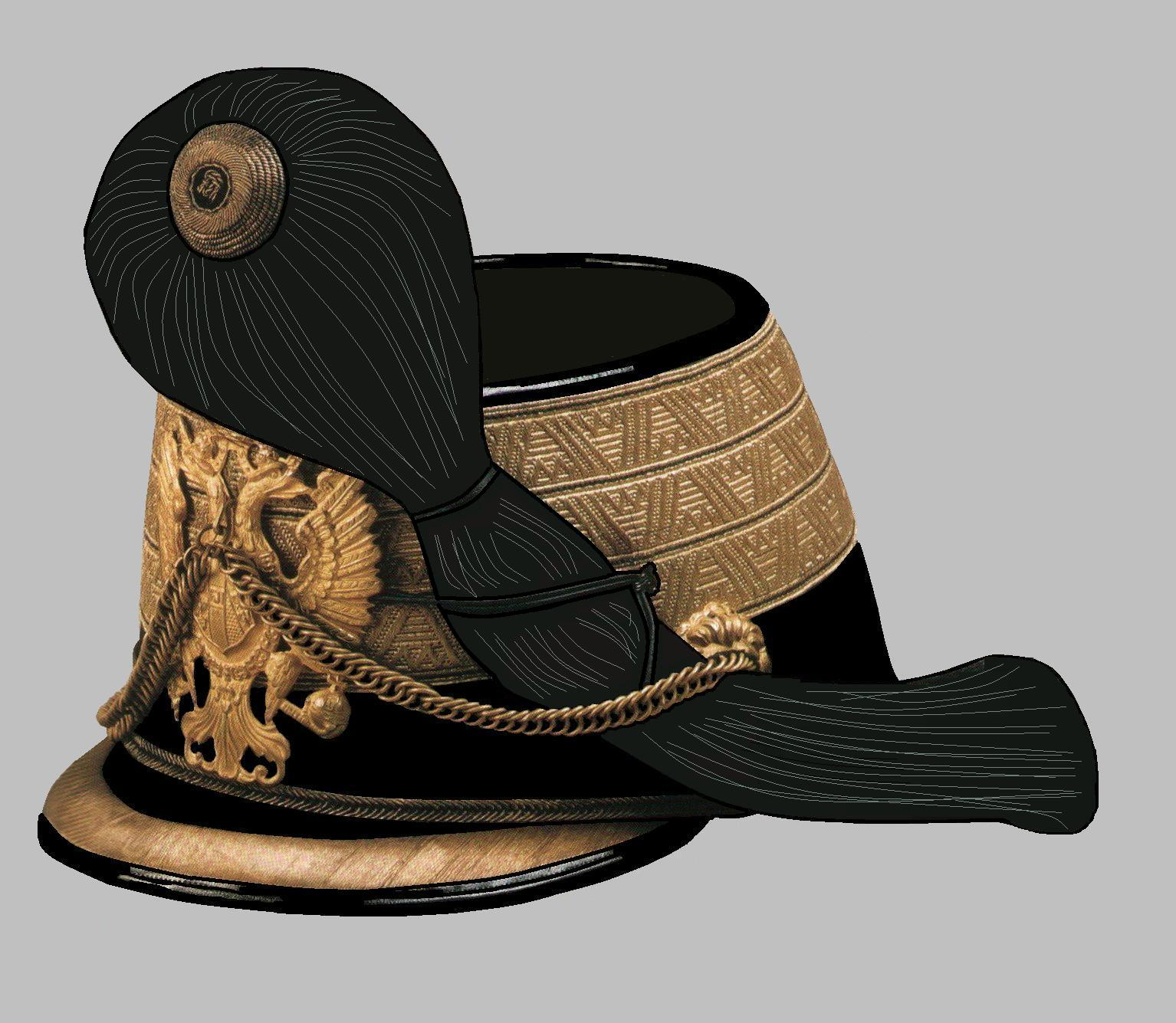
Shako d'officier supérieur de l'armée austro-hongroise.
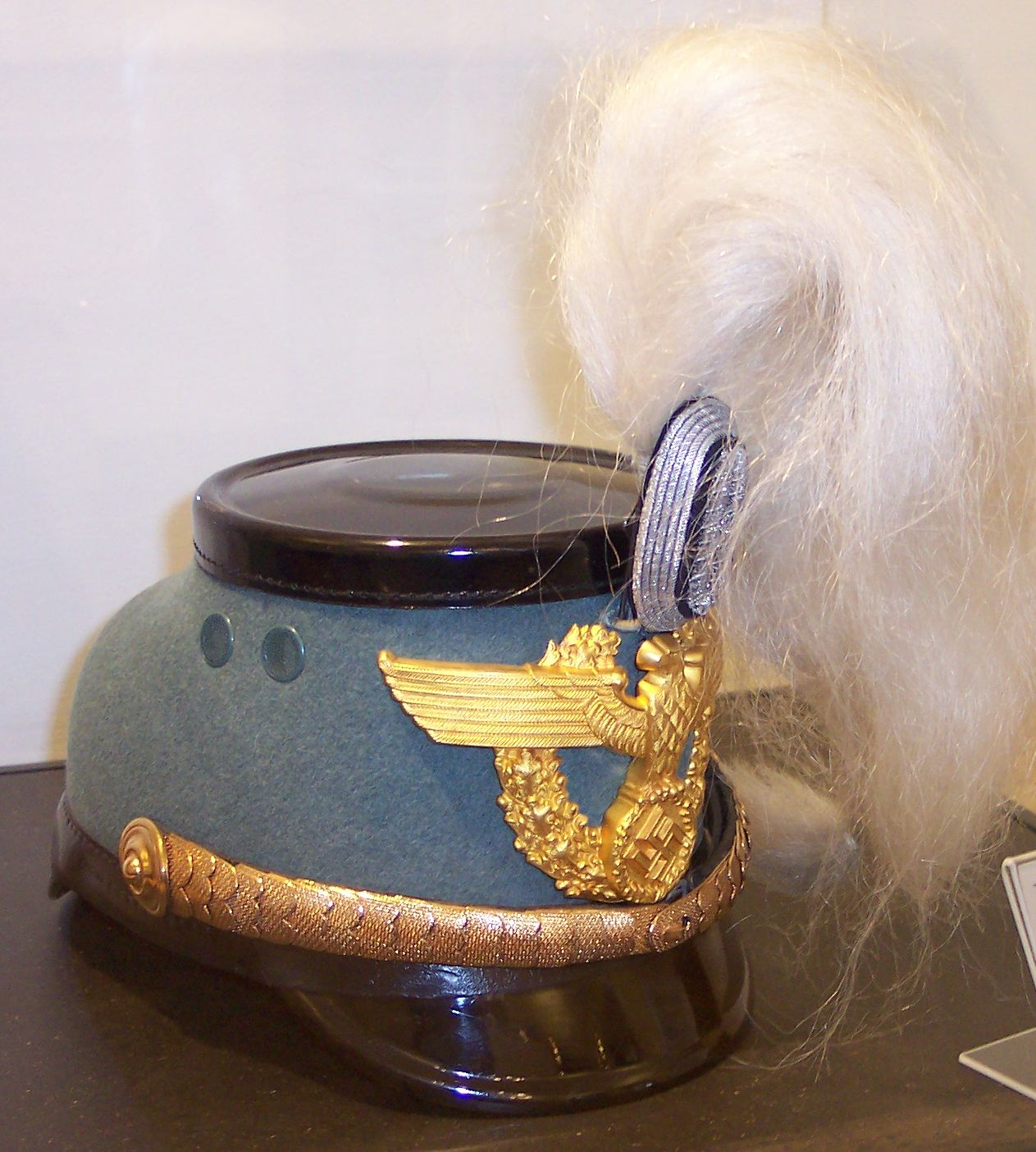
Shako de général de police allemande vers 1940.
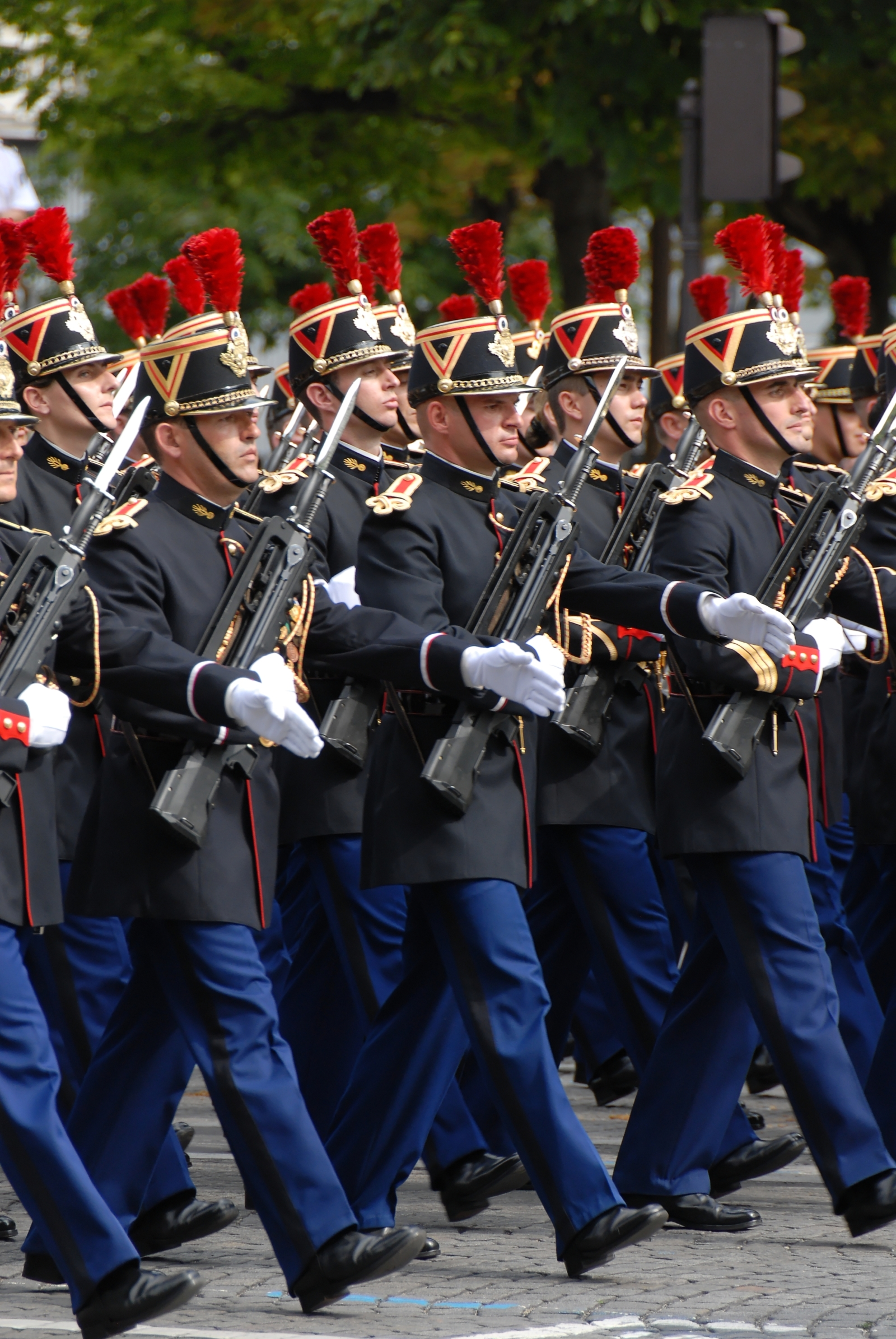
Garde républicaine française.

## En France
En France, il est encore porté par les élèves-officiers, officiers-élèves et cadres de l'École spéciale militaire de Saint-Cyr, ceux de l'École des officiers de la Gendarmerie nationale, ainsi que par le régiment d'infanterie de la Garde républicaine et le Service de sécurité du ministère de l'Intérieur. Dans la Marine nationale, shako est le surnom des fusiliers marins, en souvenir de la coiffure des soldats embarqués en bâtiment de surface.